# Урсин, монах
Урси́н (лат. Ursinus; ~ конец IV век - середина V век) — христианский монах, писатель.
Урсину посвящена 27 глава книги Геннадия Массилийского «О знаменитых мужах».
В ней Геннадий сообщает о что, Урсин написал сочинения  против повторного крещения еретиков. Урсин считал, что Богу противно вторично крестить человека, крещеного уже еретиками во имя Отца и Сына и Святого Духа. Урсин считал, что для спасение присоединяющегося из еретиков, необходимо: чтобы человек исповедовал веру в Святую Единосущную Троицу и Иисуса Христа, после чего достаточно возложения руки на него, совершаемого православным священником. Название книг Урсина, как и сами сочинения Урсина не сохранились.